# 77-я улица (линия Четвёртой авеню, Би-эм-ти)
|   |   |   |   |
| · | · | · | · |

|   |   |   |   |
| · | · | · | · |

«77-я улица» (англ. 77th Street) — станция Нью-Йоркского метрополитена, расположенная на линии Четвёртой авеню, Би-эм-ти. Станция находится в Бруклине, в округе Бей-Ридж, на пересечении 77-й улицы с 4-й авеню. На станции останавливается маршрут R (круглосуточно).
Станция расположена на двухпутном участке линии и представляет собой две боковые платформы. Под путём в сторону Bay Ridge имеется тоннель для дополнительного пути. Станция была реконструирована в конце 1970-х годов. В ходе этой реконструкции были отремонтированы лестницы и платформы, проведены косметические работы. Колонны расположены на обеих платформах, все окрашены в жёлтый цвет. В центре станции колонны имеют круглую форму в сечении, а по концам — квадратную. Различия появились в ходе удлинения платформ 1950 года. Станция отделана мозаикой.
Станция имеет два выхода. Первый (основной) представлен мезонином над платформами, куда с последних ведёт по одной лестнице. В мезонине расположены турникеты. Благодаря такому размещению есть возможность бесплатного перехода между платформами. Этот выход приводит к южным углам перекрёстка 77-й улицы с 4-й авеню. Раньше в мезонине станции также располагались газетный киоск и туалеты. Несмотря на их сегодняшнее отсутствие некоторые указатели показывают их месторасположение. Второй выход имеет только западная платформа. Здесь выход, в отличие от главного, представлен только турникетами, расположенными на уровне платформ и лестницей, которая ведёт к перекрёстку 76-й улицы с 4-й авеню. Этот проход обеспечивает только выход пассажиров со станции.